# Souostroví Les Saintes
Souostroví Les Saintes, francouzsky Îles des Saintes (IPA: il de sɛ̃t) – což v doslovném překladu znamená ostrovy světic –, v antilské kreolštině Les Saintes (IPA: Lésent), je skupina malých sopečných ostrovů v souostroví Guadeloupe, zámořském departementu a zároveň zámořském regionu Francie, který se nachází ve východní části Karibského moře. Ostrovy jsou součástí kantonu Trois-Rivières a jsou rozděleny na dvě administrativní obce: Terre-de-Haut a Terre-de-Bas. 
Souostroví se rozkládá asi 15 km jihovýchodně od západního hlavního ostrova Guadeloupe a patří stejně jako Guadeloupe do souostroví Malé Antily. Jeho celková rozloha činí 12,8 km2 a má 2578 obyvatel, kteří žijí na dvou hlavních ostrovech Terre-de-Haut a Terre-de-Bas.

## Historie
Souostroví vděčí za své jméno Kryštofu Kolumbovi, který sem v roce 1493 připlul v den slavnosti Všech svatých a ostrovy podle toho pojmenoval. 
První francouzští osadníci se zde usadili kolem roku 1648. Souostroví, jemuž se kvůli jeho strategicky výhodné poloze přezdívalo „antilský Gibraltar“, se stalo dlouhodobým předmětem sporů mezi Francií a Anglií. V roce 1759 se souostroví v rámci sedmileté války zmocnila Velká Británie. Francii se toto území vrátilo až po podepsání Pařížské smlouvy z roku 1763, jíž byla formálně ukončena sedmiletá válka.
Během americké války za nezávislost se 9.–12. dubna 1782 u Les Saintes odehrála velká námořní bitva mezi britskou a francouzskou flotilou. Bitva skončila britským vítězstvím a obsazením ostrovů.
V roce 1802 získala souostroví zpět Francie, načež ho roku 1809 znovu dobyli Britové. Definitivně francouzským se souostroví stalo až v roce 1816.

## Geografie

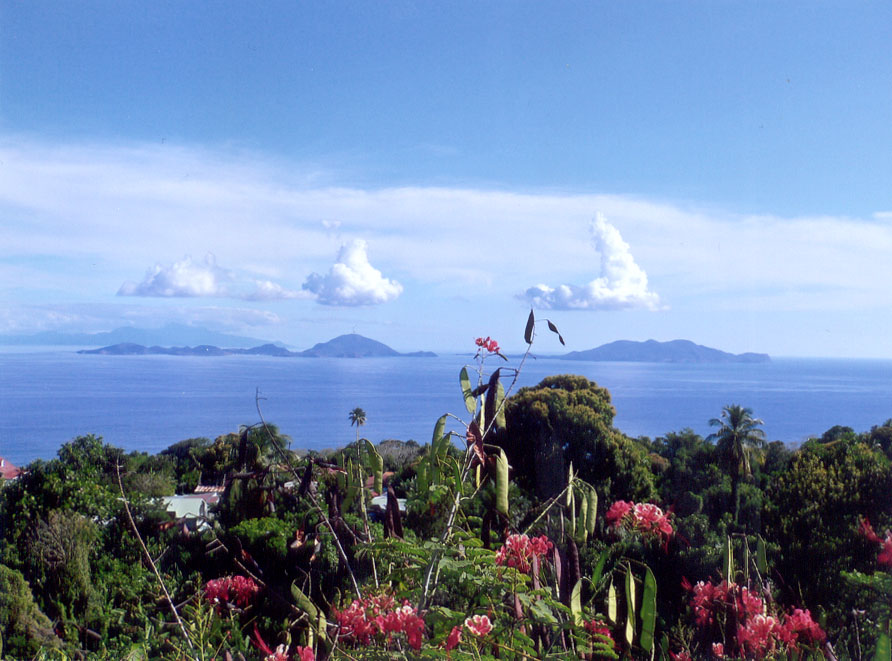
Pohled na souostroví Les Saintes z Guadeloupe

Souostroví Les Saintes leží na severní polokouli v oblasti Karibiku mezi obratníkem Raka a rovníkem, přibližně na 15°51' severní šířky – má tedy stejnou zeměpisnou šířku jako Thajsko či Honduras – a 61°36' západní délky – má tedy stejnou zeměpisnou délku jako Labrador a Falklandy. Ostrovy se nacházejí přesně v srdci oblouku Malých Antil, 6800 km od kontinentální Francie, 2200 km od jihovýchodu Floridy a 600 km od pobřeží Jižní Ameriky. Rozkládají se na jih od dvojostrova Guadeloupe a západně od ostrova Marie-Galante. Od Guadeloupe je dělí průliv Les Saintes a od severu ostrova Dominika průliv Dominika.
Toto souostroví sopečného původu zcela obklopují mělké útesy. Vzniklo z pliocénního vulkanického pásma Malých Antil a tvoří je třetihorní horniny staré 4,7 až 2 miliony let. Původně šlo o jediný ostrov, který rozdělila zemětřesení způsobená Severoamerickou, Jihoamerickou a Karibskou deskou a vytvořila souostroví. Jeho celková rozloha činí 12,8 km2. Souostroví má asi 22 km pobřeží. Zdejším nejvyšším bodem je kopec Chameau (Velbloud) na ostrově Terre-de-Haut, který se „vypíná“ do výše asi 309 m.

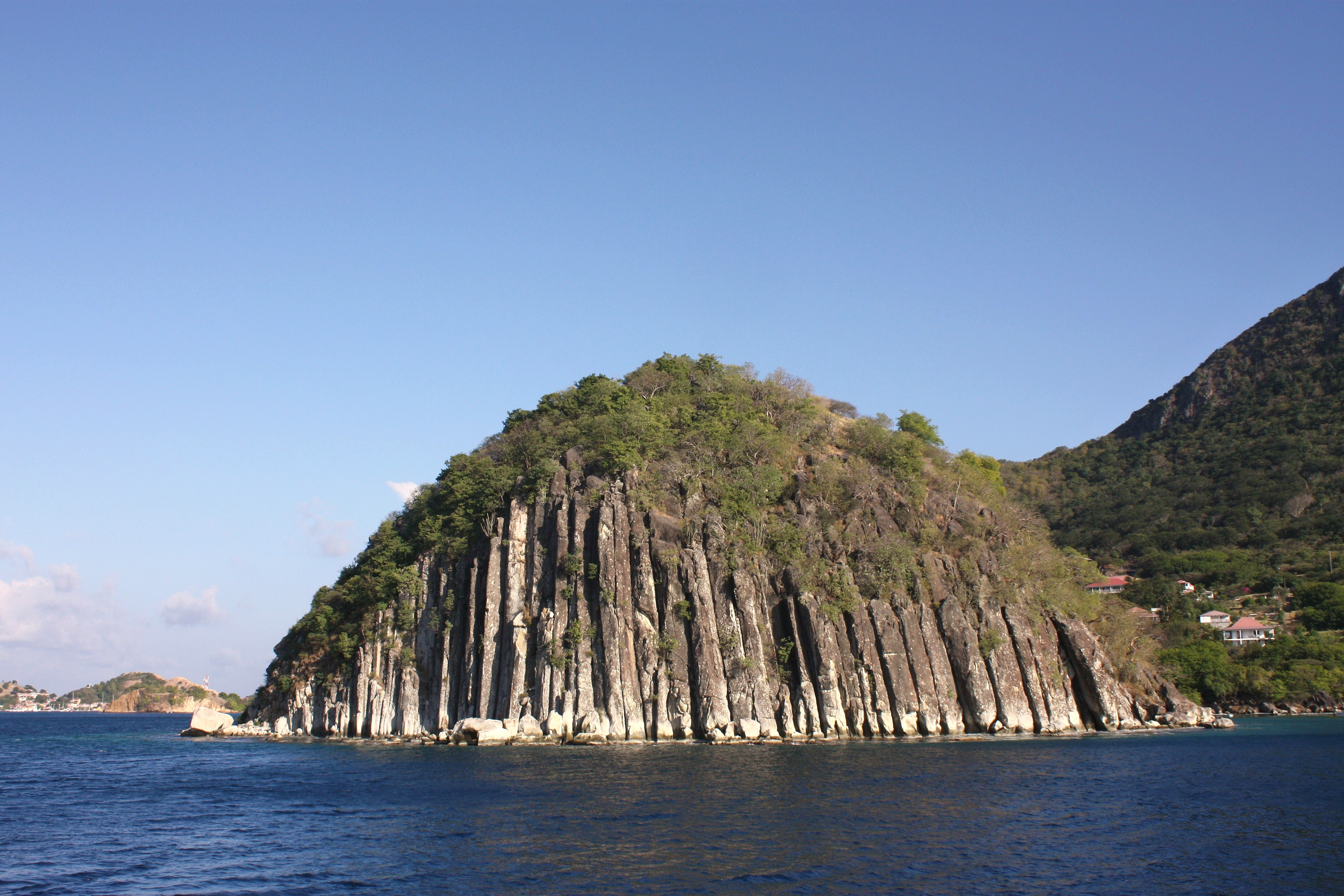
Poloostrov Pain de sucre

Poloostrov Pain de sucre s výškou 53 metrů nad hladinou moře spojuje s Terre-de-Haut úzká pevninská šíje. Nachází se mezi dvěma malými plážemi a tvoří jej čedičová skála s výraznou sloupcovitou odlučností. 

### Ostrovy
Souostroví tvoří dva hornaté obydlené ostrovy Terre-de-Haut s rozlohou 5,2 km2 a Terre-de-Bas o rozloze 9 km2. Neobydlený ostrov Grand-Îlet, jenž má rozlohu 0,84 km2, je chráněnou oblastí Mezinárodního svazu ochrany přírody kategorie IV. Dále sem patří ještě šest dalších neobydlených ostrůvků (îlets). Jsou to:
- Îlet à Cabrit; rozloha: 0,45 km2
- La Coche; rozloha: 0,12 km2
- Les Augustins; rozloha: zanedbatelná
- La Redonde; rozloha: zanedbatelná; je součástí chráněné oblasti.[7]
- Le Pâté; rozloha: 0,018 km2
- Les Roches percées; rozloha: 0,002 km2; jsou součástí chráněné oblasti. [7]

## Obyvatelstvo
Nehostinná krajina a nízké srážky nepřejí zemědělství. Na zdejší ostrovy bylo dovezeno jen málo otroků. Obyvatelstvo historicky tvoří přistěhovalci z Bretaně, Normandie a z Poitou, kteří se zde usadili kvůli rybolovu, nikoli aby zakládali plantáže s otroky, jako tomu bylo jinde v Karibiku. To vysvětluje převážně evropský původ zdejších obyvatel.
Počet obyvatel obou obydlených ostrovů činil v roce 2017 celkem 2578 osob. Z toho na Terre-de-Haut žilo 1532 obyvatel, což při rozloze 5,2 km2 dává hustotu zalidnění 255 obyvatel na km2. Na Terre-de-Bas žilo 1046 obyvatel, což při rozloze 9 km2 dává hustotu zalidnění 154 obyvatel na km2.
Průměrná délka života dosahuje na ostrovech 75 let u mužů a 82 let u žen. Ženy zde mívají průměrně 2,32 dítěte.

## Hospodářství
Po dlouhou dobu byl hlavním zdrojem obživy na ostrovech rybolov, který stále zůstává významným odvětvím. Místní rybáři jsou pověstní svojí odvahou a značnými úlovky. Zemědělství je na těchto suchých ostrovech i nadále nedostatečně rozvinuté.
Posledních asi 30 let zaznamenává souostroví značný rozvoj turismu, který podporuje místní ekonomiku. V zátoce Les Saintes na ostrově Terre-de-Haut, která je označována za „jednu z nejkrásnějších zátok světa“, přistává mnoho výletních lodí, luxusních jacht a velkých plachetnic. Terre-de-Haut ročně navštíví více než 380 000 návštěvníků.
Hospodářská aktivita však zůstává relativně nízká a vyznačuje se značnými rozdíly mezi ostrovy Terre-de-Haut and Terre-de-Bas. Na ostrově Terre-de-Haut činila v roce 2017 míra nezaměstnanosti 16,5 %, zatímco na Terre-de-Bas 34,5 %. Pracující obyvatelstvo tvoří z velké většiny zaměstnanci a placení pracovníci a malé procento obchodníků a řemeslníků.

## Galerie

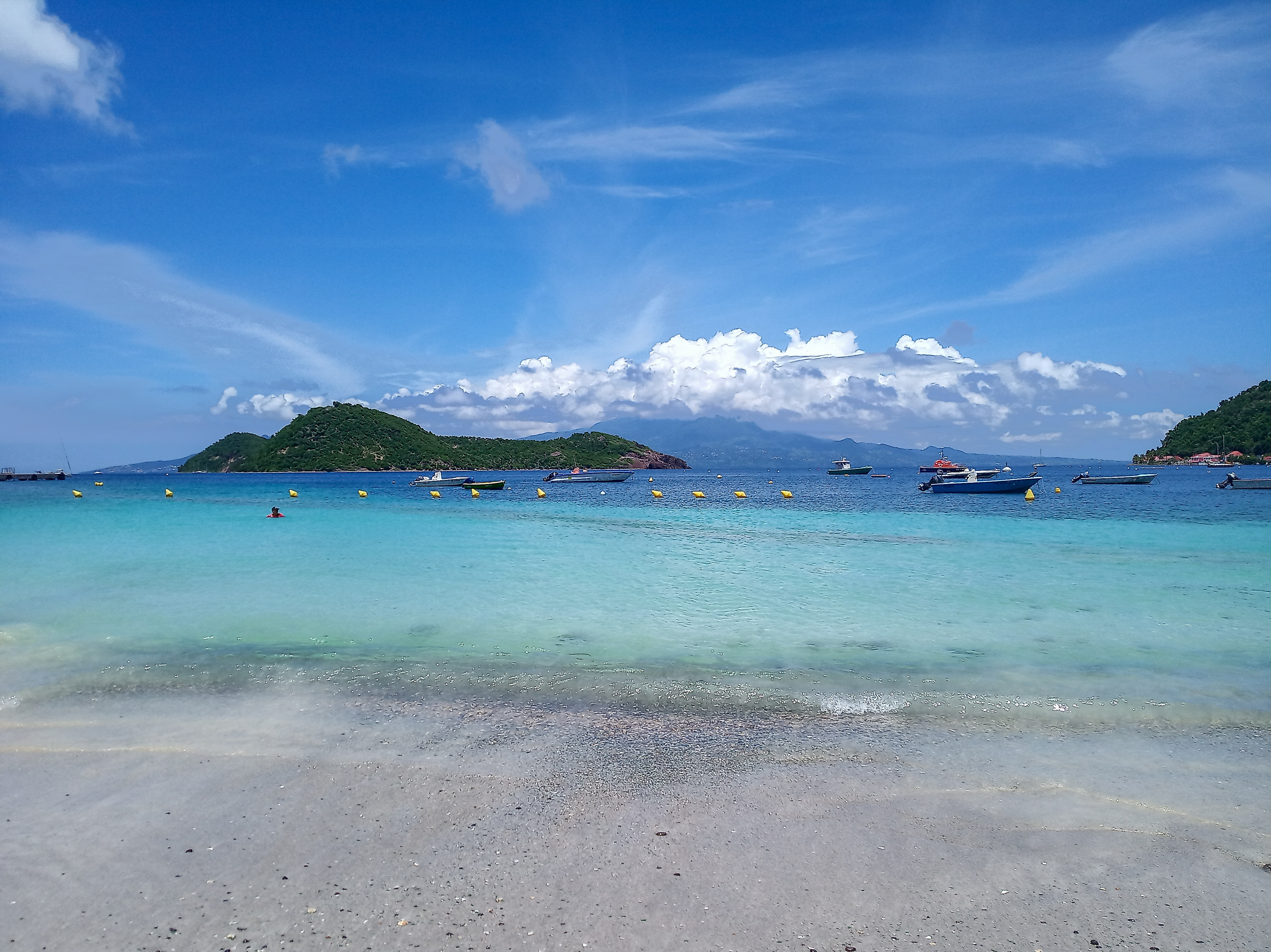
Terre-de-Haut
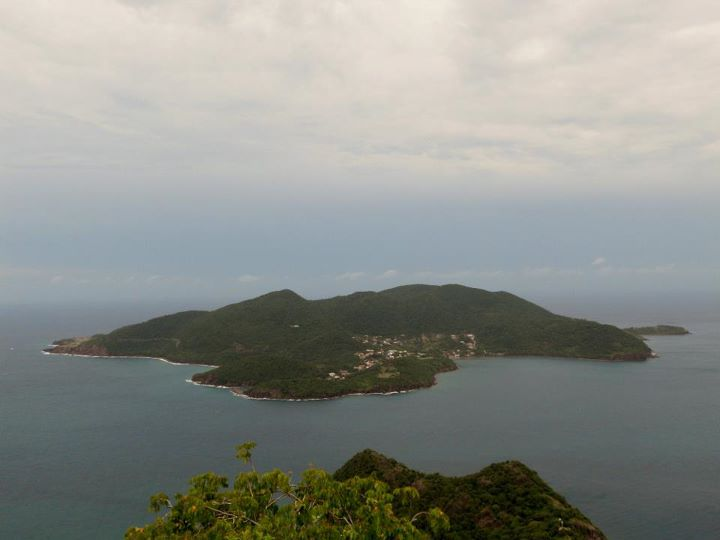
Terre-de-Bas
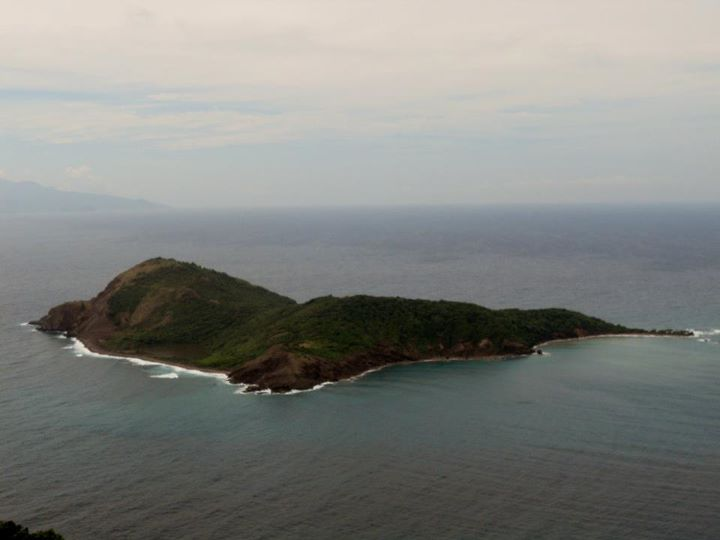
Grand-Îlet
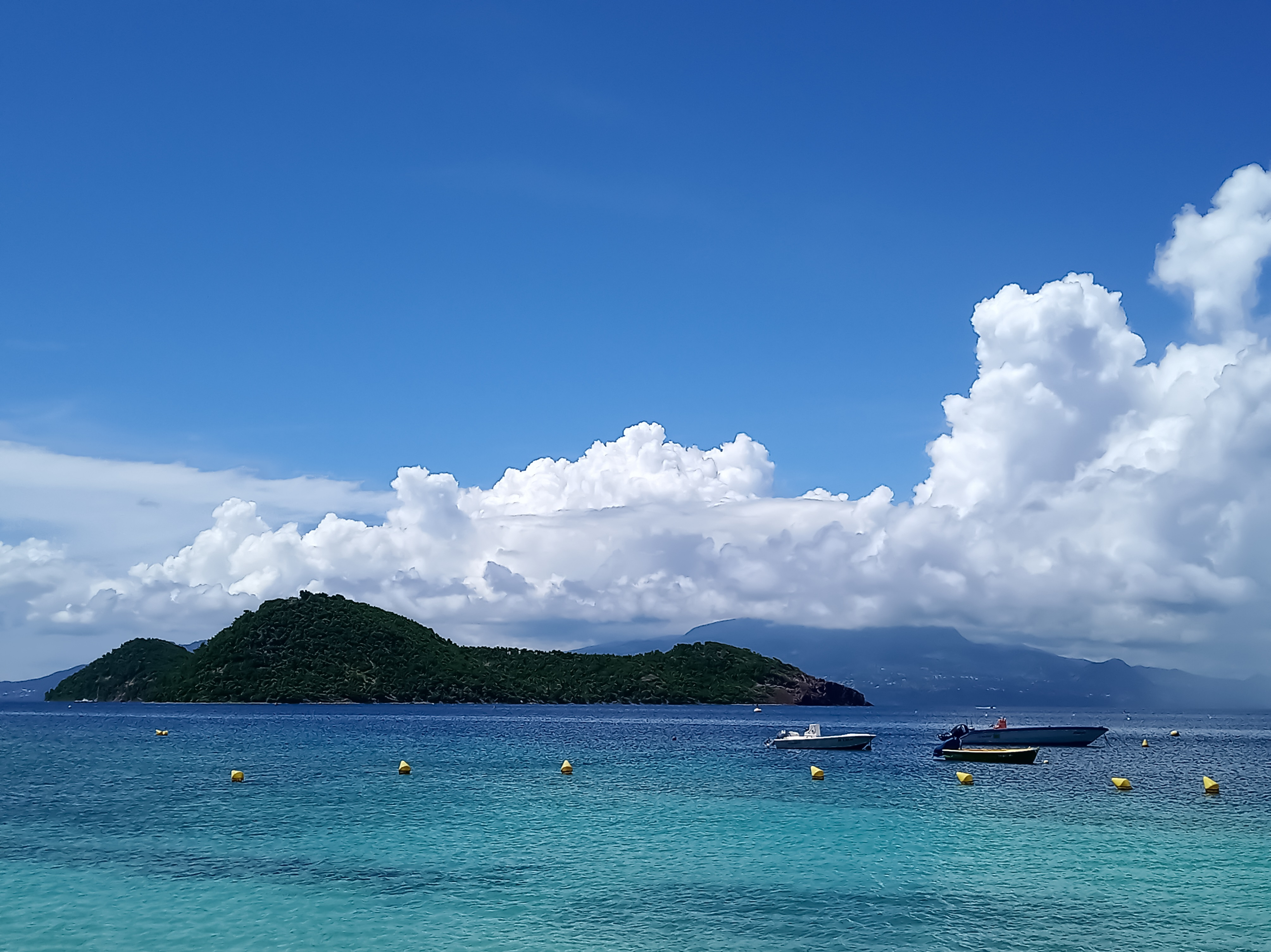
Îlet à Cabrit
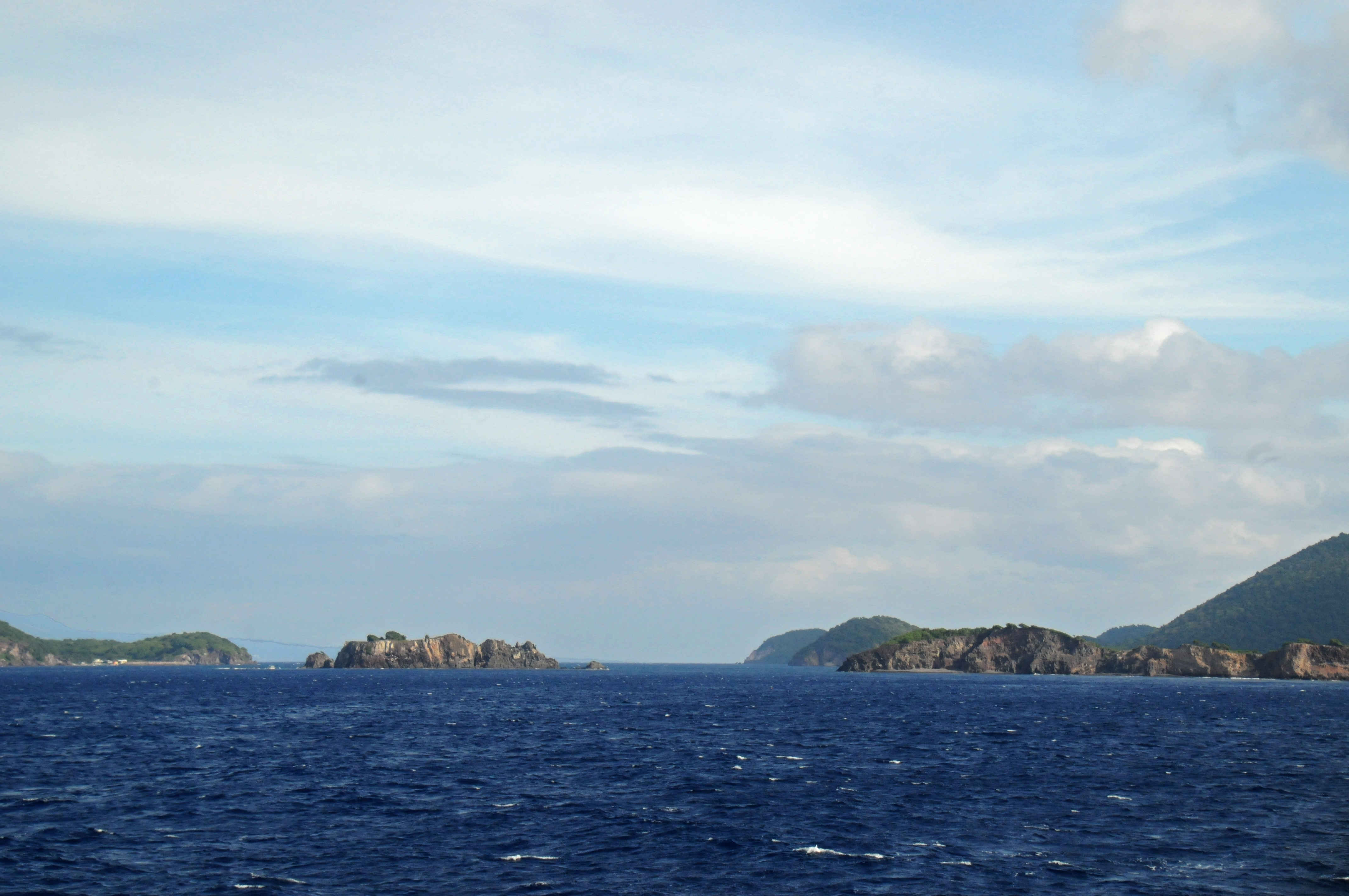
La Coche (vpravo)
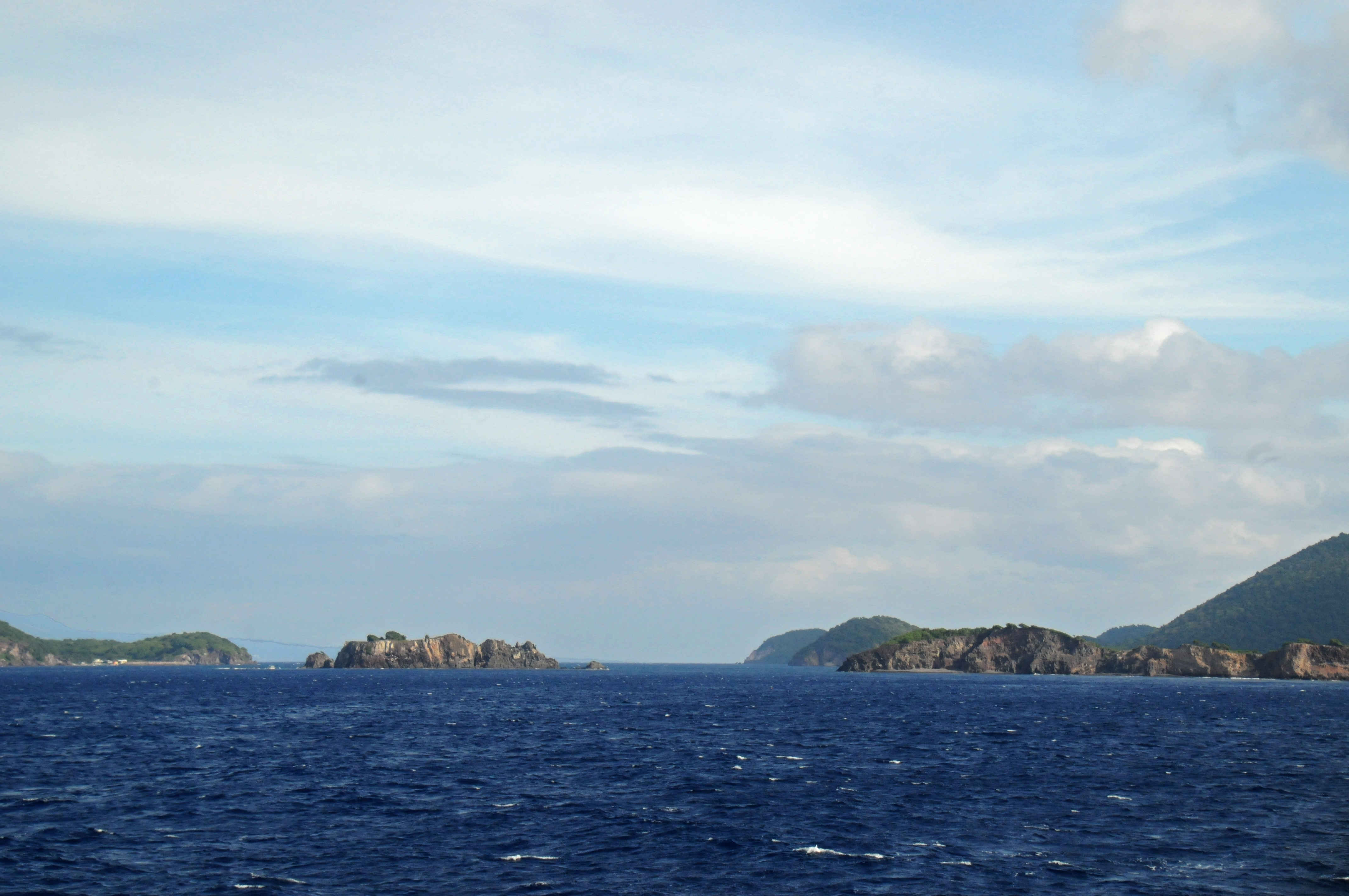
Les Augustins (vlevo)
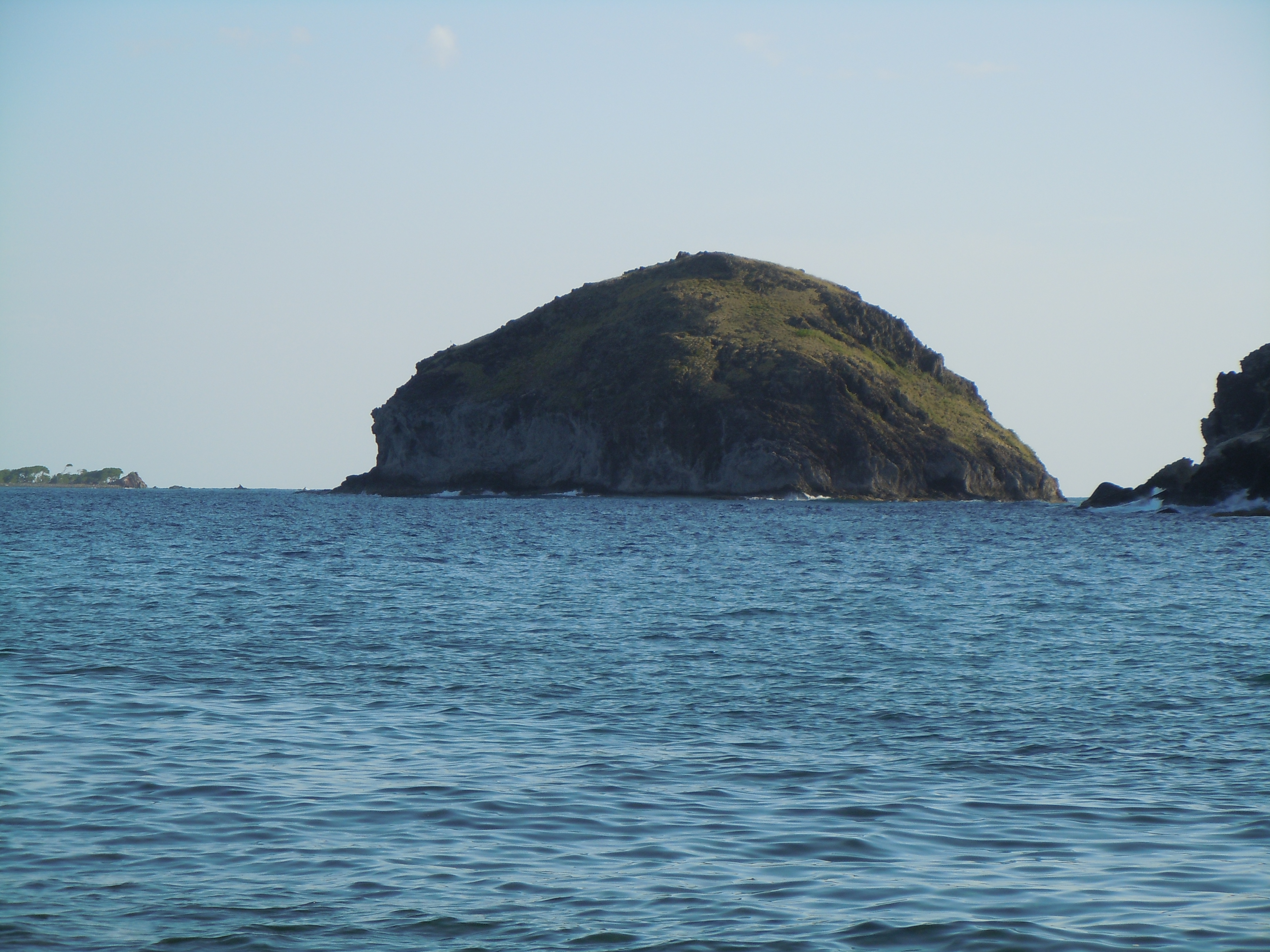
La Redonde
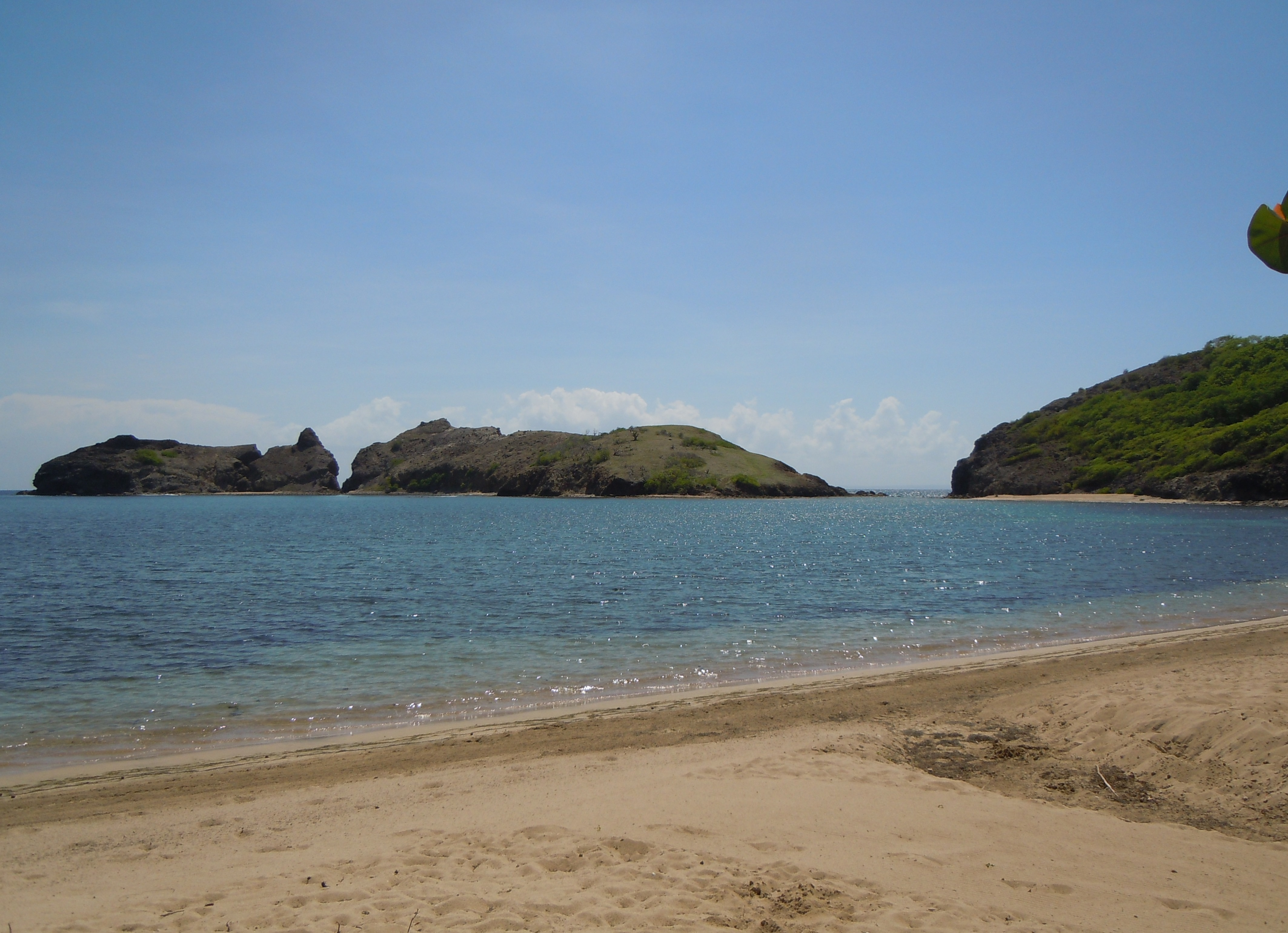
Les Roches percées